# Національний археологічний музей (Лісабон)
Національний археологічний музей (порт. Museu Nacional de Arqueologia) — музей у Лісабоні, Португалія, провідний музей археологічного спрямування у країні. Розміщується у туристичному районі Лісабона Санта-Марія-де-Белен, займаючи, разом з Морським музеєм, частину західного крила монастиря єронімітів.

## Історія
Був заснований у 1893 році за ініціативою видатного португальського археолога Жозе Лейте де Вашконселоша, який став його першим директором і чия археологічна колекція стала основою експозиції. Формальне створення музею було затверджене королівським актом, датованим 22 грудня. Спочатку музею розміщувався у приміщеннях Лісабонської академії наук, до сучасного приміщення був переведений 1903 року. Відкритий для загального відвідування у 1906.

## Експозиції
Постійна експозиція музею розділена на дві частини — колекція археологічних знахідок, що відносяться до культури Давнього Єгипту, та колекція Скарби португальської археології, основу якої складають знайдені на теренах країни предмети, що датуються Залізною та Бронзовою добою. Також музей володіє найбільшою у країні колекцією римської мозаїки, здебільшого перевезеної з південної частини Португалії.
Окрім постійної експозиції музей на регулярній основі проводить тематичні виставки, присвячені різноманітним етапам португальської історії. Музей є важливим центром історичних та археологічних досліджень у країні. 